# Xylopia wilwerthii
Xylopia wilwerthii là loài thực vật có hoa thuộc họ Na. Loài này được De Wild. & T.Durand miêu tả khoa học đầu tiên năm 1899.